# Campionati europei di corsa campestre
I campionati europei di corsa campestre (nome ufficiale in inglese, European Cross Country Championships) sono una competizione continentale di corsa campestre organizzata dall'European Athletic Association.
La manifestazione è stata fondata nel 1994 e si tiene annualmente, solitamente nel mese di dicembre. I titoli individuali in palio sono 6: maschile e femminile seniores, maschile e femminile under 23, maschile e femminile under 20. Vengono assegnati anche i rispettivi titoli a squadre, per determinare i quali si sommano le posizioni dei primi 4 classificati di nazione; il titolo viene assegnato alla rappresentativa nazionale con il punteggio più basso. A partire dal 2017 si assegna anche il titolo della staffetta mista.

## Storia
L'idea di creare i campionati europei di corsa campestre l'ebbe il quotidiano francese L'Équipe nel 1991, in considerazione del fatto che il movimento europeo stava vivendo un momento di difficoltà in seguito all'affacciarsi alla disciplina a livello mondiale dei forti atleti africani. Nel 1992 la EAA formalizzò la nascita della competizione, che vide poi la luce due anni dopo, con la prima edizione ad Alnwick.
I titoli under 20 (all'epoca denominati juniores) vengono assegnati dall'edizione del 1997 (sebbene a livello dimostrativo la disciplina fosse presente già l'anno prima), mentre quelli under 23 dal 2006.

## Edizioni

In verde, le nazioni che hanno ospitato almeno un'edizione dei campionati europei di corsa campestre

| Edizione | Anno | Città                  | Nazione     | Data        | Gare | Atleti | Nazioni |
| -------- | ---- | ---------------------- | ----------- | ----------- | ---- | ------ | ------- |
| 1        | 1994 | Alnwick                | Regno Unito | 10 dicembre | 2    | 180    | 23      |
| 2        | 1995 | Alnwick                | Regno Unito | 2 dicembre  | 2    | 186    | 23      |
| 3        | 1996 | Charleroi              | Belgio      | 15 dicembre | 2    | 175    | 25      |
| 4        | 1997 | Oeiras                 | Portogallo  | 14 dicembre | 4    | 252    | 26      |
| 5        | 1998 | Ferrara                | Italia      | 13 dicembre | 4    | 287    | 26      |
| 6        | 1999 | Velenje                | Slovenia    | 12 dicembre | 4    | 332    | 27      |
| 7        | 2000 | Malmö                  | Svezia      | 10 dicembre | 4    | 328    | 31      |
| 8        | 2001 | Thun                   | Svizzera    | 9 dicembre  | 4    | 328    | 27      |
| 9        | 2002 | Medolino               | Croazia     | 8 dicembre  | 4    | 340    | 27      |
| 10       | 2003 | Edimburgo              | Regno Unito | 14 dicembre | 4    | 305    | 27      |
| 11       | 2004 | Heringsdorf            | Germania    | 12 dicembre | 4    | 361    | 27      |
| 12       | 2005 | Tilburg                | Paesi Bassi | 11 dicembre | 4    | 350    | 27      |
| 13       | 2006 | San Giorgio su Legnano | Italia      | 10 dicembre | 6    | 469    | 29      |
| 14       | 2007 | Toro                   | Spagna      | 9 dicembre  | 6    | 423    | 29      |
| 15       | 2008 | Bruxelles              | Belgio      | 14 dicembre | 6    | 468    | 32      |
| 16       | 2009 | Dublino                | Irlanda     | 13 dicembre | 6    | 423    | 30      |
| 17       | 2010 | Albufeira              | Portogallo  | 12 dicembre | 6    | 468    | 34      |
| 18       | 2011 | Velenje                | Slovenia    | 11 dicembre | 6    | 466    | 33      |
| 19       | 2012 | Szentendre             | Ungheria    | 9 dicembre  | 6    | 518    | 35      |
| 20       | 2013 | Belgrado               | Serbia      | 8 dicembre  | 6    | 525    | 36      |
| 21       | 2014 | Samokov                | Bulgaria    | 14 dicembre | 6    | 451    | 34      |
| 22       | 2015 | Hyères                 | Francia     | 13 dicembre | 6    | 442    | 32      |
| 23       | 2016 | Chia                   | Italia      | 11 dicembre | 6    | 446    | 33      |
| 24       | 2017 | Šamorín                | Slovacchia  | 10 dicembre | 7    | 157    | 37      |
| 25       | 2018 | Tilburg                | Paesi Bassi | 9 dicembre  | 7    |        |         |
| 26       | 2019 | Lisbona                | Portogallo  | 8 dicembre  | 7    |        |         |
| -        | 2020 | Dublino                | Irlanda     | Cancellati  | -    | -      | -       |
| 27       | 2021 | Dublino                | Irlanda     | 12 dicembre | 7    |        |         |
| 28       | 2022 | Venaria Reale          | Italia      | 11 dicembre | 7    | 622    | 40      |
| 29       | 2023 | Bruxelles              | Belgio      | 10 dicembre |      |        |         |
| 30       | 2024 | Antalya                | Turchia     | 8 dicembre  | 7    | 622    | 40      |
| 31       | 2025 | Lagoa                  | Portogallo  | 14 dicembre | 7    |        |         |

## Medagliati

### Seniores
A livello maschile, l'atleta più medagliato è l'ucraino Serhij Lebid', con 9 ori, un argento e due bronzi, seguito dal portoghese Paulo Guerra con 4 ori ed un argento. A livello femminile, la turca Yasemin Can ha conquistato 4 medaglie d'oro.
Per quanto riguarda invece i titoli a squadre a livello maschile, le nazionali più titolate, sono Spagna (9 ori, 9 argenti e 6 bronzi) e Francia (9 ori, 6 argenti e 3 bronzi).
Tra le squadre femminili, le più titolate sono la Gran Bretagna (8 ori, 13 argenti e 2 bronzi) e il Portogallo (8 ori, 2 argenti e 5 bronzi).

#### Uomini

##### Individuale
| Edizione | Oro                     | Argento                | Bronzo                |
| -------- | ----------------------- | ---------------------- | --------------------- |
| 1994     | Paulo Guerra            | Domingos Castro        | Antonio Serrano       |
| 1995     | Paulo Guerra            | Alejandro Gómez        | Andrew Pearson        |
| 1996     | Jon Brown               | Paulo Guerra           | Mustapha Essaïd       |
| 1997     | Carsten Jørgensen       | Claes Nyberg           | Serhij Lebid'         |
| 1998     | Serhij Lebid'           | Mohamed Mourhit        | Driss El Himer        |
| 1999     | Paulo Guerra            | Eduardo Henriques      | Jon Brown             |
| 2000     | Paulo Guerra            | Serhij Lebid'          | Driss El Himer        |
| 2001     | Serhij Lebid'           | Kamiel Maase           | Antonio David Jiménez |
| 2002     | Serhij Lebid'           | Mustapha Essaïd        | Fabián Roncero        |
| 2003     | Serhij Lebid'           | Juan Carlos De La Ossa | Eduardo Henriques     |
| 2004     | Serhij Lebid'           | Juan Carlos De La Ossa | Driss Maazouzi        |
| 2005     | Serhij Lebid'           | Alberto García         | Driss Maazouzi        |
| 2006     | Mo Farah                | Juan Carlos De La Ossa | Mustafa Mohamed       |
| 2007     | Serhij Lebid'           | Mustafa Mohamed        | Rui Silva             |
| 2008     | Serhij Lebid'           | Mo Farah               | Mustafa Mohamed       |
| 2009     | Alemayehu Bezabeh       | Mo Farah               | Serhij Lebid'         |
| 2010     | Serhij Lebid'           | Ayad Lamdassem         | Youssef El Kalai      |
| 2011     | Atelaw Yeshetela Bekele | Ayad Lamdassem         | José Rocha            |
| 2012     | Andrea Lalli            | Hassan Chahadi         | Daniele Meucci        |
| 2013     | Alemayehu Bezabeh       | Polat Kemboi Arıkan    | Andy Vernon           |
| 2014     | Polat Kemboi Arıkan     | Ali Kaya               | Alemayehu Bezabeh     |
| 2015     | Ali Kaya                | Alemayehu Bezabeh      | Adel Mechaal          |
| 2016     | Aras Kaya               | Polat Kemboi Arıkan    | Callum Hawkins        |
| 2017     | Kaan Kigen Özbilen      | Adel Mechaal           | Andrew Butchart       |
| 2018     | Filip Ingebrigtsen      | Isaac Kimeli           | Aras Kaya             |
| 2019     | Robel Fsiha             | Aras Kaya              | Yemaneberhan Crippa   |
| 2021     | Jakob Ingebrigtsen      | Aras Kaya              | Jimmy Gressier        |
| 2022     | Jakob Ingebrigtsen      | Emile Cairess          | Isaac Kimeli          |
| 2023     | Yann Schrub             | Magnus Tuv Myhre       | Robin Hendrix         |
| 2024     | Jakob Ingebrigtsen      | Yemaneberhan Crippa    | Thierry Ndikumwenayo  |

##### A squadre
| Edizione | Oro           | Argento       | Bronzo        |
| -------- | ------------- | ------------- | ------------- |
| 1994     | Portogallo    | Spagna        | Francia       |
| 1995     | Spagna        | Portogallo    | Gran Bretagna |
| 1996     | Portogallo    | Francia       | Belgio        |
| 1997     | Portogallo    | Francia       | Spagna        |
| 1998     | Italia        | Portogallo    | Spagna        |
| 1999     | Gran Bretagna | Portogallo    | Francia       |
| 2000     | Francia       | Spagna        | Irlanda       |
| 2001     | Spagna        | Francia       | Portogallo    |
| 2002     | Spagna        | Francia       | Portogallo    |
| 2003     | Francia       | Spagna        | Portogallo    |
| 2004     | Francia       | Italia        | Gran Bretagna |
| 2005     | Francia       | Spagna        | Ucraina       |
| 2006     | Francia       | Spagna        | Portogallo    |
| 2007     | Spagna        | Portogallo    | Francia       |
| 2008     | Spagna        | Francia       | Gran Bretagna |
| 2009     | Spagna        | Gran Bretagna | Italia        |
| 2010     | Francia       | Portogallo    | Spagna        |
| 2011     | Francia       | Gran Bretagna | Spagna        |
| 2012     | Spagna        | Gran Bretagna | Italia        |
| 2013     | Spagna        | Belgio        | Gran Bretagna |
| 2014     | Turchia       | Spagna        | Italia        |
| 2015     | Spagna        | Francia       | Gran Bretagna |
| 2016     | Gran Bretagna | Spagna        | Turchia       |
| 2017     | Turchia       | Spagna        | Gran Bretagna |
| 2018     | Turchia       | Gran Bretagna | Italia        |
| 2019     | Gran Bretagna | Belgio        | Spagna        |
| 2021     | Francia       | Spagna        | Norvegia      |
| 2022     | Francia       | Italia        | Spagna        |
| 2023     | Belgio        | Francia       | Norvegia      |
| 2024     | Spagna        | Belgio        | Gran Bretagna |

#### Donne

##### Individuale
| Edizione | Oro                       | Argento                   | Bronzo                    |
| -------- | ------------------------- | ------------------------- | ------------------------- |
| 1994     | Catherina McKiernan       | Julia Vaquero             | Elena Fidatov             |
| 1995     | Annemari Sandell          | Sara Wedlund              | Nina Belikova             |
| 1996     | Sara Wedlund              | Julia Vaquero             | Annemari Sandell          |
| 1997     | Joalsiae Llado            | Elena Fidatov             | Olivera Jevtić            |
| 1998     | Paula Radcliffe           | Annemari Sandell          | Olivera Jevtić            |
| 1999     | Anita Weyermann           | Constantina Diță          | Olivera Jevtić            |
| 2000     | Katalin Szentgyörgyi      | Analidia Torre            | Olivera Jevtić            |
| 2001     | Yamna Belkacem            | Ol'ga Romanova            | Justyna Bak               |
| 2002     | Helena Javornik           | Galina Bogomolova         | Elvan Abeylegesse         |
| 2003     | Paula Radcliffe           | Elvan Abeylegesse         | Anikó Kalovics            |
| 2004     | Hayley Yelling            | Justyna Bak               | Jo Pavey                  |
| 2005     | Lornah Kiplagat           | Sabrina Mockenhaupt       | Johanna Nilsson           |
| 2006     | Tetjana Holovčenko        | Marija Konovalova         | Olivera Jevtić            |
| 2007     | Marta Domínguez           | Julie Coulaud             | Rosa María Morató         |
| 2008     | Hilda Kibet               | Jéssica Augusto           | Inês Monteiro             |
| 2009     | Hayley Yelling            | Rosa María Morató         | Adriënne Herzog           |
| 2010     | Jéssica Augusto           | Binnaz Uslu               | Ana Dulce Félix           |
| 2011     | Fionnuala Britton         | Ana Dulce Félix           | Gemma Steel               |
| 2012     | Fionnuala Britton         | Ana Dulce Félix           | Adriënne Herzog           |
| 2013     | Sophie Duarte             | Gemma Steel               | Ana Dulce Félix           |
| 2014     | Gemma Steel               | Kate Avery                | Meraf Bahta               |
| 2015     | Sifan Hassan              | Kate Avery                | Karoline Bjerkeli Grøvdal |
| 2016     | Yasemin Can               | Meryem Akda               | Karoline Bjerkeli Grøvdal |
| 2017     | Yasemin Can               | Meraf Bahta               | Karoline Bjerkeli Grøvdal |
| 2018     | Yasemin Can               | Fabienne Schlumpf         | Karoline Bjerkeli Grøvdal |
| 2019     | Yasemin Can               | Karoline Bjerkeli Grøvdal | Samrawit Mengsteab        |
| 2021     | Karoline Bjerkeli Grøvdal | Meraf Bahta               | Alina Reh                 |
| 2022     | Karoline Bjerkeli Grøvdal | Konstanze Klosterhalfen   | Alina Reh                 |
| 2023     | Karoline Bjerkeli Grøvdal | Nadia Battocletti         | Abbie Donnelly            |
| 2024     | Nadia Battocletti         | Konstanze Klosterhalfen   | Yasemin Can               |

##### A squadre
| Edizione | Oro           | Argento       | Bronzo        |
| -------- | ------------- | ------------- | ------------- |
| 1994     | Romania       | Francia       | Portogallo    |
| 1995     | Russia        | Romania       | Francia       |
| 1996     | Francia       | Gran Bretagna | Belgio        |
| 1997     | Francia       | Romania       | Spagna        |
| 1998     | Portogallo    | Francia       | Romania       |
| 1999     | Francia       | Romania       | Portogallo    |
| 2000     | Portogallo    | Gran Bretagna | Germania      |
| 2001     | Portogallo    | Gran Bretagna | Francia       |
| 2002     | Russia        | Portogallo    | Gran Bretagna |
| 2003     | Gran Bretagna | Irlanda       | Portogallo    |
| 2004     | Portogallo    | Gran Bretagna | Francia       |
| 2005     | Russia        | Gran Bretagna | Francia       |
| 2006     | Portogallo    | Gran Bretagna | Francia       |
| 2007     | Spagna        | Gran Bretagna | Portogallo    |
| 2008     | Portogallo    | Gran Bretagna | Francia       |
| 2009     | Portogallo    | Gran Bretagna | Spagna        |
| 2010     | Portogallo    | Gran Bretagna | Spagna        |
| 2011     | Gran Bretagna | Portogallo    | Germania      |
| 2012     | Irlanda       | Francia       | Gran Bretagna |
| 2013     | Gran Bretagna | Francia       | Spagna        |
| 2014     | Gran Bretagna | Spagna        | Irlanda       |
| 2015     | Gran Bretagna | Francia       | Irlanda       |
| 2016     | Turchia       | Gran Bretagna | Romania       |
| 2017     | Gran Bretagna | Romania       | Turchia       |
| 2018     | Paesi Bassi   | Gran Bretagna | Germania      |
| 2019     | Gran Bretagna | Irlanda       | Portogallo    |
| 2021     | Gran Bretagna | Germania      | Svezia        |
| 2022     | Germania      | Gran Bretagna | Irlanda       |
| 2023     | Germania      | Spagna        | Belgio        |
| 2024     | Italia        | Gran Bretagna | Belgio        |

#### Staffetta mista
| Edizione | Oro           | Argento       | Bronzo        |
| -------- | ------------- | ------------- | ------------- |
| 2017     | Gran Bretagna | Rep. Ceca     | Spagna        |
| 2018     | Spagna        | Francia       | Bielorussia   |
| 2019     | Gran Bretagna | Bielorussia   | Francia       |
| 2021     | Gran Bretagna | Francia       | Belgio        |
| 2022     | Italia        | Spagna        | Francia       |
| 2023     | Francia       | Paesi Bassi   | Gran Bretagna |
| 2024     | Italia        | Gran Bretagna | Belgio        |

### Under 23

#### Uomini

##### Individuale
| Edizione | Oro                 | Argento            | Bronzo                  |
| -------- | ------------------- | ------------------ | ----------------------- |
| 2006     | Barnabás Bene       | Dušan Markešević   | Daniele Meucci          |
| 2007     | Kemal Koyuncu       | Evgenij Rybakov    | Andy Vernon             |
| 2008     | Andrea Lalli        | Andy Vernon        | Selim Bayrak            |
| 2009     | Noureddine Smaïl    | Hassan Chahadi     | Atelaw Yeshetela Bekele |
| 2010     | Hassan Chahadi      | Florian Carvalho   | Egor Nikolaev           |
| 2011     | Florian Carvalho    | James Wilkinson    | Sondre Nordstad Moen    |
| 2012     | Henrik Ingebrigtsen | Soufiane Bouchikhi | James Wilkinson         |
| 2013     | Pieter-Jan Hannes   | Mitko Cenov        | Nemanja Cerovac         |
| 2014     | Il'gizar Safiullin  | Igor' Maksimov     | Vladimir Nikitin        |
| 2015     | Jonny Davies        | Carlos Mayo        | Amanal Petros           |
| 2016     | Isaac Kimeli        | Carlos Mayo        | Yemaneberhan Crippa     |
| 2017     | Jimmy Gressier      | Hugo Hay           | Yemaneberhan Crippa     |
| 2018     | Jimmy Gressier      | Samuel Fitwi       | Hugo Hay                |
| 2019     | Jimmy Gressier      | Elzan Bibić        | Abdessamad Oukhelfen    |
| 2021     | Charles Hicks       | Darragh McElhinney | Ruben Querinjean        |
| 2022     | Charles Hicks       | Zakariya Mahamed   | Valentin Bresc          |
| 2023     | Fabien Palcau       | Valentin Bresc     | Matthew Stonier         |
| 2024     | Will Barnicoat      | Nicholas Griggs    | David Stone             |

##### A squadre
| Edizione | Oro           | Argento       | Bronzo        |
| -------- | ------------- | ------------- | ------------- |
| 2006     | Russia        | Italia        | Polonia       |
| 2007     | Gran Bretagna | Polonia       | Russia        |
| 2008     | Gran Bretagna | Italia        | Francia       |
| 2009     | Francia       | Gran Bretagna | Belgio        |
| 2010     | Irlanda       | Francia       | Spagna        |
| 2011     | Norvegia      | Gran Bretagna | Francia       |
| 2012     | Francia       | Spagna        | Gran Bretagna |
| 2013     | Gran Bretagna | Ucraina       | Francia       |
| 2014     | Russia        | Gran Bretagna | Svezia        |
| 2015     | Spagna        | Gran Bretagna | Francia       |
| 2016     | Italia        | Belgio        | Gran Bretagna |
| 2017     | Francia       | Belgio        | Gran Bretagna |
| 2018     | Francia       | Gran Bretagna | Spagna        |
| 2019     | Francia       | Italia        | Germania      |
| 2021     | Irlanda       | Gran Bretagna | Francia       |
| 2022     | Gran Bretagna | Francia       | Irlanda       |
| 2023     | Gran Bretagna | Francia       | Norvegia      |
| 2024     | Gran Bretagna | Francia       | Danimarca     |

#### Donne

##### Individuale
| Edizione | Oro                | Argento                 | Bronzo               |
| -------- | ------------------ | ----------------------- | -------------------- |
| 2006     | Binnaz Uslu        | Fionnuala Britton       | Türkan Erismis       |
| 2007     | Ancuța Bobocel     | Adriënne Herzog         | Katarzyna Kowalska   |
| 2008     | Susan Kuijken      | Sarah Tunstall          | Julija Zarudneva     |
| 2009     | Sultan Haydar      | Irina Sergeeva          | Jessica Sparke       |
| 2010     | Meryem Erdoğan     | Cristina Jordàn         | Emma Pallant         |
| 2011     | Emma Pallant       | Naomi Taschimowitz      | Corrina Harrer       |
| 2012     | Jess Coulson       | Ljudmila Lebedeva       | Clémence Calvin      |
| 2013     | Sifan Hassan       | Amela Terzić            | Charlotte Purdue     |
| 2014     | Rhona Auckland     | Milica Mirčeva          | Gul'šat Fazlitdinova |
| 2015     | Louise Carton      | Jip Vastenburg          | Amela Terzić         |
| 2016     | Sofia Ennaoui      | Anna Gehring            | Alice Wright         |
| 2017     | Alina Reh          | Konstanze Klosterhalfen | Jessica Judd         |
| 2018     | Anna Emilie Møller | Anna Gehring            | Weronika Pyzik       |
| 2019     | Anna Emilie Møller | Jasmijn Lau             | Stephanie Cotter     |
| 2021     | Nadia Battocletti  | Klara Lukan             | Mariana Machado      |
| 2022     | Nadia Battocletti  | Megan Keith             | Alexandra Millard    |
| 2023     | Megan Keith        | Ilona Mononen           | Nathalie Blomqvist   |
| 2024     | Phoebe Anderson    | María Forero            | Ilona Mononen        |

##### A squadre
| Edizione | Oro           | Argento       | Bronzo        |
| -------- | ------------- | ------------- | ------------- |
| 2006     | Gran Bretagna | Polonia       | Italia        |
| 2007     | Gran Bretagna | Russia        | Polonia       |
| 2008     | Gran Bretagna | Russia        | Germania      |
| 2009     | Gran Bretagna | Russia        | Francia       |
| 2010     | Gran Bretagna | Russia        | Ucraina       |
| 2011     | Gran Bretagna | Germania      | Portogallo    |
| 2012     | Russia        | Gran Bretagna | Germania      |
| 2013     | Gran Bretagna | Russia        | Paesi Bassi   |
| 2014     | Russia        | Gran Bretagna | Turchia       |
| 2015     | Gran Bretagna | Francia       | Italia        |
| 2016     | Gran Bretagna | Germania      | Italia        |
| 2017     | Gran Bretagna | Germania      | Turchia       |
| 2018     | Germania      | Spagna        | Gran Bretagna |
| 2019     | Paesi Bassi   | Irlanda       | Gran Bretagna |
| 2021     | Italia        | Francia       | Gran Bretagna |
| 2022     | Gran Bretagna | Italia        | Francia       |
| 2023     | Gran Bretagna | Germania      | Spagna        |
| 2024     | Gran Bretagna | Turchia       | Germania      |

### Under 20

#### Uomini

##### Individuale
| Edizione | Oro                   | Argento              | Bronzo                  |
| -------- | --------------------- | -------------------- | ----------------------- |
| 1997     | Gert-Jan Liefers      | Günther Weidlinger   | Mustafa Mohamed         |
| 1998     | Yousef El Nasri       | Ovidiu Tat           | Gareth Turnbull         |
| 1999     | Hans Janssens         | Guillaume Eraud      | Turo Inkiläinen         |
| 2000     | Wolfram Müller        | Christopher Thompson | Martin Pröll            |
| 2001     | Vasyl' Matvijčuk      | Mo Farah             | Stefano Scaini          |
| 2002     | Evgenij Rybakov       | Anatolij Rybakov     | Halil Akkaş             |
| 2003     | Evgenij Rybakov       | Anatolij Rybakov     | Aleksej Reunkov         |
| 2004     | Barnabás Bene         | Evgenij Rybakov      | Anatolij Rybakov        |
| 2005     | Barnabás Bene         | Andy Vernon          | Dušan Markešević        |
| 2006     | Andrea Lalli          | Sjarhei Čebiarak     | Ciprian Suhanea         |
| 2007     | Mourad Amdouni        | Florian Carvalho     | Dmytro Lašyn            |
| 2008     | Florian Carvalho      | Sondre Nordstad Moen | Hassan Chahadi          |
| 2009     | Jeroen D'Hoedt        | Nick Goolab          | James Wilkinson         |
| 2010     | Abdelaziz Merzougui   | Nemanja Cerovac      | Rui Pinto               |
| 2011     | Il'gizar Safiullin    | Richard Goodman      | Vladimir Nikitin        |
| 2012     | Szymon Kulka          | Mitko Cenov          | Kieran Clements         |
| 2013     | Ali Kaya              | Isaac Kimeli         | Michail Strelkov        |
| 2014     | Yemaneberhan Crippa   | Carlos Mayo          | Said Ettaqy             |
| 2015     | Yemaneberhan Crippa   | Fabien Palcau        | El Madhi Lahoufi        |
| 2016     | Jakob Ingebrigtsen    | Yohanes Chiappinelli | Mahamed Mahamed         |
| 2017     | Jakob Ingebrigtsen    | Ramazan Barbaros     | Louis Gilavert          |
| 2018     | Jakob Ingebrigtsen    | Ouassim Oumaiz       | Elzan Bibić             |
| 2019     | Jakob Ingebrigtsen    | Ayetullah Aslanhan   | Efrem Gidey             |
| 2021     | Axel Vang Christensen | Abdullahi Dahir Rabi | Joel Ibler Lillesø      |
| 2022     | Will Barnicoat        | Nicholas Griggs      | Dean Casey              |
| 2023     | Axel Vang Christensen | Niels Laros          | Nicholas Griggs         |
| 2024     | Niels Laros           | George Couttie       | Andreas Fjels Halvorsen |

##### A squadre
| Edizione | Oro           | Argento       | Bronzo        |
| -------- | ------------- | ------------- | ------------- |
| 1997     | Spagna        | Portogallo    | Romania       |
| 1998     | Spagna        | Gran Bretagna | Romania       |
| 1999     | Gran Bretagna | Francia       | Irlanda       |
| 2000     | Portogallo    | Gran Bretagna | Francia       |
| 2001     | Gran Bretagna | Portogallo    | Francia       |
| 2002     | Russia        | Francia       | Italia        |
| 2003     | Russia        | Romania       | Spagna        |
| 2004     | Russia        | Irlanda       | Gran Bretagna |
| 2005     | Polonia       | Gran Bretagna | Romania       |
| 2006     | Italia        | Spagna        | Francia       |
| 2007     | Francia       | Gran Bretagna | Germania      |
| 2008     | Francia       | Norvegia      | Gran Bretagna |
| 2009     | Gran Bretagna | Francia       | Norvegia      |
| 2010     | Gran Bretagna | Portogallo    | Russia        |
| 2011     | Gran Bretagna | Russia        | Francia       |
| 2012     | Russia        | Francia       | Gran Bretagna |
| 2013     | Francia       | Russia        | Italia        |
| 2014     | Italia        | Spagna        | Turchia       |
| 2015     | Francia       | Italia        | Gran Bretagna |
| 2016     | Francia       | Spagna        | Gran Bretagna |
| 2017     | Spagna        | Francia       | Turchia       |
| 2018     | Norvegia      | Gran Bretagna | Germania      |
| 2019     | Gran Bretagna | Norvegia      | Portogallo    |
| 2021     | Gran Bretagna | Irlanda       | Israele       |
| 2022     | Gran Bretagna | Irlanda       | Spagna        |
| 2023     | Irlanda       | Gran Bretagna | Spagna        |
| 2024     | Norvegia      | Paesi Bassi   | Francia       |

#### Donne

##### Individuale
| Edizione | Oro                       | Argento                   | Bronzo                |
| -------- | ------------------------- | ------------------------- | --------------------- |
| 1997     | Sonja Stolić              | Monica Rosa               | Judith Heise          |
| 1998     | Katalin Szentgyörgyi      | Inês Monteiro             | Sonja Stolić          |
| 1999     | Inês Monteiro             | Nicola Spirig             | Ana Marie Moutsinga   |
| 2000     | Jéssica Augusto           | Nicola Spirig             | Elvan Can             |
| 2001     | Elvan Abeylegesse         | Tat'jana Čulach           | Snežana Kostić        |
| 2002     | Charlotte Dale            | Elina Lindgren            | Galina Egorova        |
| 2003     | Inna Poluškina            | Snežana Kostić            | Charlotte Dale        |
| 2004     | Binnaz Uslu               | Ancuța Bobocel            | Marta Romo            |
| 2005     | Ancuța Bobocel            | Emily Pidgeon             | Susan Kuijken         |
| 2006     | Stephanie Twell           | Karoline Bjerkeli Grøvdal | Ancuța Bobocel        |
| 2007     | Stephanie Twell           | Danuta Urbanik            | Charlotte Purdue      |
| 2008     | Stephanie Twell           | Charlotte Purdue          | Lauren Howarth        |
| 2009     | Karoline Bjerkeli Grøvdal | Gul'šat Fazlitdinova      | Kate Avery            |
| 2010     | Charlotte Purdue          | Amela Terzić              | Emelia Gorecka        |
| 2011     | Emelia Gorecka            | Ioana Doaga               | Amela Terzić          |
| 2012     | Amela Terzić              | Emelia Gorecka            | Maya Rehberg          |
| 2013     | Emelia Gorecka            | Sofia Ennaoui             | Maruša Mišmaš         |
| 2014     | Emine Hatun Tuna          | Jessica Judd              | Lydia Turner          |
| 2015     | Konstanze Klosterhalfen   | Harriet Knowles-Jones     | Alina Reh             |
| 2016     | Konstanze Klosterhalfen   | Anna Emilie Møller        | Harriet Knowles-Jones |
| 2017     | Harriet Knowles-Jones     | Lili Anna Tóth            | Miriam Dattke         |
| 2018     | Nadia Battocletti         | Delia Sclabas             | İnci Kalkan           |
| 2019     | Nadia Battocletti         | Klara Lukan               | Mariana Machado       |
| 2021     | Megan Keith               | Ingeborg Østgård          | Emma Heckel           |
| 2022     | María Forero              | Ingeborg Østgård          | Ilona Mononen         |
| 2023     | Innes Fitzgerald          | Sofia Thøgersen           | Jade Le Corre         |
| 2024     | Innes Fitzgerald          | Jess Bailey               | Sofia Thøgersen       |

##### A squadre
| Edizione | Oro           | Argento       | Bronzo        |
| -------- | ------------- | ------------- | ------------- |
| 1997     | Germania      | Jugoslavia    | Gran Bretagna |
| 1998     | Turchia       | Belgio        | Romania       |
| 1999     | Turchia       | Portogallo    | Belgio        |
| 2000     | Gran Bretagna | Turchia       | Svezia        |
| 2001     | Russia        | Gran Bretagna | Turchia       |
| 2002     | Gran Bretagna | Russia        | Belgio        |
| 2003     | Gran Bretagna | Russia        | Germania      |
| 2004     | Romania       | Gran Bretagna | Russia        |
| 2005     | Gran Bretagna | Romania       | Russia        |
| 2006     | Gran Bretagna | Russia        | Romania       |
| 2007     | Gran Bretagna | Russia        | Ucraina       |
| 2008     | Gran Bretagna | Ucraina       | Russia        |
| 2009     | Russia        | Gran Bretagna | Germania      |
| 2010     | Gran Bretagna | Germania      | Romania       |
| 2011     | Gran Bretagna | Russia        | Germania      |
| 2012     | Gran Bretagna | Germania      | Russia        |
| 2013     | Gran Bretagna | Svezia        | Germania      |
| 2014     | Gran Bretagna | Francia       | Germania      |
| 2015     | Germania      | Gran Bretagna | Danimarca     |
| 2016     | Gran Bretagna | Germania      | Paesi Bassi   |
| 2017     | Gran Bretagna | Italia        | Spagna        |
| 2018     | Gran Bretagna | Paesi Bassi   | Turchia       |
| 2019     | Gran Bretagna | Italia        | Francia       |
| 2021     | Germania      | Spagna        | Gran Bretagna |
| 2022     | Spagna        | Turchia       | Germania      |
| 2023     | Gran Bretagna | Germania      | Svezia        |
| 2024     | Gran Bretagna | Francia       | Italia        |

## Record di titoli

### Uomini
- Serhij Lebid': 9
- Paulo Guerra: 4

### Donne
- Yasemin Can: 4
- Karoline Bjerkeli Grøvdal: 3

## Medagliere
Aggiornato all'edizione del 2024
| Posizione | Paese         | Oro | Argento | Bronzo | Totale |
| --------- | ------------- | --- | ------- | ------ | ------ |
| 1         | Gran Bretagna | 21  | 25      | 17     | 63     |
| 2         | Francia       | 17  | 17      | 16     | 50     |
| 3         | Portogallo    | 16  | 16      | 16     | 48     |
| 4         | Spagna        | 15  | 22      | 20     | 57     |
| 5         | Turchia       | 12  | 8       | 5      | 25     |
| 6         | Ucraina       | 10  | 1       | 3      | 14     |
| 7         | Norvegia      | 7   | 2       | 6      | 15     |
| 8         | Italia        | 6   | 4       | 6      | 16     |
| 9         | Irlanda       | 4   | 2       | 4      | 10     |
| 10        | Paesi Bassi   | 4   | 2       | 2      | 8      |
| 11        | Russia        | 3   | 3       | 1      | 7      |
| 12        | Belgio        | 2   | 5       | 9      | 16     |
| 13        | Svezia        | 2   | 5       | 5      | 12     |
| 14        | Germania      | 2   | 4       | 5      | 11     |
| 15        | Romania       | 1   | 6       | 3      | 10     |
| 16        | Finlandia     | 1   | 1       | 1      | 3      |
| 17        | Svizzera      | 1   | 1       | 0      | 2      |
| 18        | Ungheria      | 1   | 0       | 1      | 2      |
| 19        | Danimarca     | 1   | 0       | 0      | 1      |
| 19        | Slovenia      | 1   | 0       | 0      | 1      |
| 21        | Bielorussia   | 0   | 1       | 1      | 2      |
| 21        | Polonia       | 0   | 1       | 1      | 2      |
| 23        | Rep. Ceca     | 0   | 1       | 0      | 1      |
| 24        | Serbia        | 0   | 0       | 5      | 5      |
| Totale    | Totale        | 127 | 127     | 127    | 381    |

### Esplicative
1. 1 2  Aggiornato al termine dell'edizione 2022
2. ↑  Sono considerate solamente le medaglie della categoria "Seniores".
3. ↑  Sono comprese le medaglie della Repubblica Federale di Jugoslavia.

### Bibliografiche
1. 1 2  (EN) European Cross Country Championship Brussells 2008 - History, su sport.be. URL consultato il 28 novembre 2008 (archiviato dall'url originale il 25 settembre 2015).
2. ↑  Inizialmente previsti per il 13 dicembre, sono stati cancellati a causa della pandemia di COVID-19.